# Theodor Wilhelm Achtermann

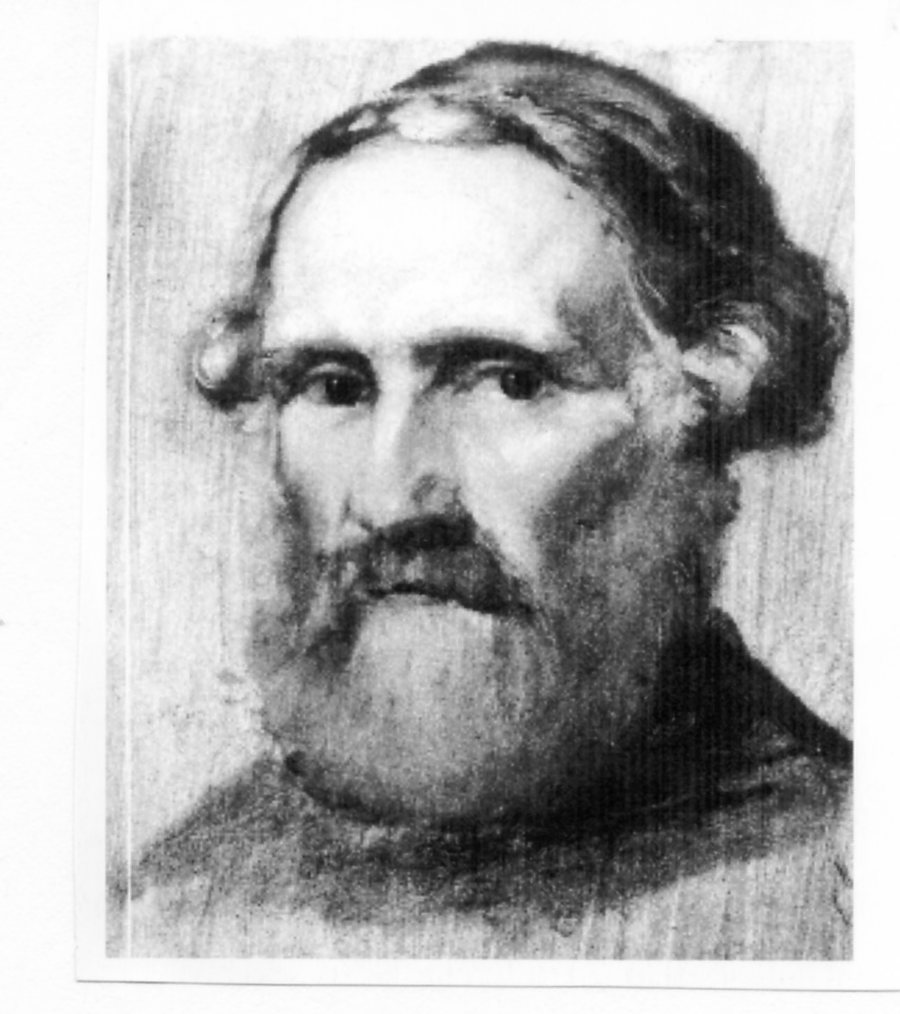
Theodor Wilhelm Achtermann

Theodor Wilhelm Achtermann (Münster, 15 augustus 1799 - Rome, 26 mei 1884) was een Duits beeldhouwer.
Hij was de zoon van een meubelmaker maar werkte lang als boerenknecht. Daarnaast deed hij aan houtsnijden. Zijn werk viel op en hij kreeg de kans een opleiding aan de academie van Berlijn te volgen. Van 1833 tot 1839 verbleef hij in Berlijn. In 1840 vertrok hij naar zijn nieuwe vaste verblijfplaats: Rome. Als rooms-katholiek voelde hij zich meer aangetrokken tot de romantische kunst dan tot de classicistische richting. Zijn werk is sterk religieus getint. 
Achtermanns meest bekende werk is de uitbeelding van de kruisafneming op het graf van aartsbisschop Clemens August van Keulen in de dom van Münster.
- Gemeinsame Normdatei: 118808753
- International Standard Name Identifier: 0000 0000 6635 0311
- Library of Congress Control Number: n86104204
- RKD-Nederlands Instituut voor Kunstgeschiedenis: 125227
- Système universitaire de documentation: 230889956
- Union List of Artist Names: 500055869
- Virtual International Authority File: 64803933
- WorldCat: E39PBJxcWF3vdj3WPFpJd4HjYP